# Francis Logie Armstrong
Francis Logie Armstrong, kanadski general, * 1886, † 1945.
Armstrong je v svoji karieri nazadnje bil: poveljnik 4. vojaškega okrožja (1938-39), namestnik generalnega adjutanta Generalštab nacionalne obrambe (1939-40) in poveljnik 3. vojaškega okrožja (1940-45).